# بييت قروس
بييت قروس (بالهولندية: Piet Gros)‏ هو عالم بلورات ‏ وكيميائي هولندي، ولد في 31 يوليو 1962 في دوكوم في هولندا.